# 埃德斯貝格
埃德斯貝格（挪威語：Eidsberg）是挪威原東福爾郡的一個市镇，2020年1月1日和其他四市镇合并成立为内东福尔市镇，并隶属新成立的维肯郡。